# Rune Landsberg
Rune Robert William Landsberg, född 7 maj 1912 i Bromma, död 3 november 1989 i Vällingby, var en svensk skådespelare.
Landsberg kom endast att medverka i två filmer. Han debuterade 1943 i Hugo Bolanders Prästen som slog knockout, där han spelade en man på möte i kommunhuset. 1944 medverkade i rollen som lärare i Alf Sjöbergs Hets.

## Filmografi
- 1943 – Prästen som slog knockout
- 1944 – Hets